# Võ Hoài Vận
Trong lịch sử, Võ Hoài Vận không phải là anh em ruột hay anh em họ của Võ Tắc Thiên. Võ Tắc Thiên có hai người anh trai là Võ Nguyên Sướng và Võ Nguyên Quý, và một người em trai là Võ Duật. Võ Hoài Vận là một quan lại dưới triều đại nhà Đường, không liên quan đến gia đình Võ Tắc Thiên, theo các tài liệu lịch sử .
Cụ thể hơn, Võ Tắc Thiên là một phi tần trong hậu cung của Đường Thái Tông, sau đó trở thành hậu hoàng của Đường Cao Tông và cuối cùng là nữ hoàng duy nhất trong lịch sử Trung Quốc. Bà có hai người anh trai là Võ Nguyên Sướng và Võ Nguyên Quý , và một em trai là Võ Duật . Võ Hoài Vận, tên thật là Võ Hoài Vận, là một quan lại dưới triều đại nhà Đường, không có mối quan hệ huyết thống nào với Võ Tắc Thiên. 
1. ↑  "Tạo Võ Hoài Vận – Wikipedia tiếng Việt". vi.wikipedia.org. Truy cập ngày 19 tháng 8 năm 2025.
2. ↑  "Tạo Võ Hoài Vận – Wikipedia tiếng Việt". vi.wikipedia.org. Truy cập ngày 19 tháng 8 năm 2025.